# The Killers (película)
The Killers (conocida en español por los títulos de Los asesinos, Asesinos y Forajidos) es una película estadounidense de 1946 dirigida por Robert Siodmak, está basada en el cuento homónimo de Ernest Hemingway. Esta protagonizada por Burt Lancaster —en su primer papel cinematográfico—, Ava Gardner, Edmond O'Brien y Sam Levene. Tuvo cuatro candidaturas a los premios Óscar: al mejor director, al mejor guion, a la mejor banda sonora y al mejor montaje.
En el 2008, la película fue considerada «cultural, histórica y estéticamente significativa» por la Biblioteca del Congreso de Estados Unidos y seleccionada para su preservación en el National Film Registry.

## Trama
Dos asesinos a sueldo llegan a una pequeña población y matan al empleado de una gasolinera: Ole Andreson "el Sueco" (Burt Lancaster), que los estaba esperando.  El detective Riordan (Edmond O'Brien) investiga el caso para la compañía de seguros de la que es empleado, a pesar de que su jefe le dice que no lo haga, por tratarse de un asunto de poca importancia económica. Riordan comienza a atar cabos y descubre que la vida de "el Sueco" estuvo llena de engaños y de crímenes, y que en todo ello tenía algo que ver la misteriosa Kitty Collins (Ava Gardner).

## Adaptaciones
En una adaptación radial del Screen Directors Playhouse emitida el 5 de junio de 1949, Burt Lancaster retomó el papel de "el Sueco" y Shelley Winters hizo de Kitty.
En 1958, Andréi Tarkovski, en ese entonces un estudiante de cine, creó un cortometraje de 19 minutos basado en la historia.
En 1964 se hizo otra adaptación de la misma obra de Hemingway, esta vez dirigida por Don Siegel y con Lee Marvin, John Cassavetes, Angie Dickinson y Ronald Reagan como actores principales.

## Nota
1. ↑  En el cuento de Hemingway, el apellido es "Andreson"; otras veces, se escribe "Anderson".